# KPS Kielce
Le Klub Piłki Siatkowej Kielce, couramment abrégé en KPS Kielce, est un ancien club de volley-ball polonais basé à Kielce en Pologne. L'équipe, fondée en 2009 et disparue en 2019, a évolué 8 saison en PlusLiga, le plus haut niveau national.

## Historique

### Changements de noms
- 2007-2012 : Fart Kielce
- 2012-2017 : Effector Kielce
- 2017-2018 : Dafi Społem Kielce
- 2018 : KPS Kielce
- 2018-2019 : Buskowianka Kielce

### Logos

Fart Kielce 2007-2012
Effector Kielce 2012-2017
Dafi Społem Kielce 2017-2018
Buskowianka Kielce 2018-2019

## Résultats sportifs

### Palmarès
| Compétitions nationales                                | Compétitions internationales |
| - Championnat de Pologne de D2 (1) - Vainqueur : 2010. | - Néant                      |

### Saison par saison
| Fart Kielce        |                     |     |        |    |    |    |    |               |               |   |   |   |
| 2007-2008          | II liga (groupe IV) | III | 1er/10 | 13 | 5  | 4  | 1  | -             | -             | - | - | - |
| 2008-2009          | II liga (groupe IV) | III | 1er/9  | -  | -  | -  | -  | 3e/4          | 3e tour       | - | - | - |
| 2009-2010          | I liga              | II  | 2e/13  | 52 | 24 | 18 | 6  | Vainqueur     | 6e tour       | - | - | - |
| 2010-2011          | Plusliga            | I   | 8e/10  | 18 | 18 | 5  | 13 | -             | 6e tour       | - | - | - |
| 2011-2012          | Plusliga            | I   | 7e/10  | 21 | 18 | 6  | 12 | -             | 5e tour       | - | - | - |
| Effector Kielce    |                     |     |        |    |    |    |    |               |               |   |   |   |
| 2012-2013          | Plusliga            | I   | 7e/10  | 20 | 18 | 8  | 10 | 1/4 de finale | 1/4 de finale | - | - | - |
| 2013-2014          | Plusliga            | I   | 8e/12  | 26 | 22 | 9  | 13 | 1/4 de finale | 1/4 de finale | - | - | - |
| 2014-2015          | Plusliga            | I   | 12e/14 | 19 | 26 | 7  | 19 | -             | 7e tour       | - | - | - |
| 2015-2016          | Plusliga            | I   | 13e/14 | 18 | 26 | 5  | 21 | -             | -             | - | - | - |
| 2016-2017          | Plusliga            | I   | 13e/16 | 27 | 30 | 9  | 21 | -             | 1/4 de finale | - | - | - |
| Dafi Społem Kielce |                     |     |        |    |    |    |    |               |               |   |   |   |
| 2017-2018          | Plusliga            | I   | 16e/16 | 15 | 30 | 4  | 26 | -             | -             | - | - | - |
| Buskowianka Kielce |                     |     |        |    |    |    |    |               |               |   |   |   |
| 2018-2019          | I liga              | II  | 10e/14 | 29 | 26 | 10 | 16 | -             | -             | - | - | - |

## Joueurs et personnalités du club

### Entraîneurs
Le tableau suivant présente la liste des entraîneurs du club depuis 2007.
| Rang | Nom                 | Période              |
| ---- | ------------------- | -------------------- |
| 1    | Dariusz Daszkiewicz | 2007-avril 2011      |
| 2    | Grzegorz Wagner     | Avril 2011-mars 2012 |

| Rang | Nom                 | Période            |
| ---- | ------------------- | ------------------ |
| 3    | Sebastian Świderski | Mars 2012-mai 2012 |
| 4    | Dariusz Daszkiewicz | 2012-déc. 2016     |

| Rang | Nom              | Période             |
| ---- | ---------------- | ------------------- |
| 5    | Sinan Cem Tanık  | Janv. 2017-mai 2017 |
| 6    | Wojciech Serafin | Mai 2017-déc. 2017  |

| Rang | Nom                 | Période        |
| ---- | ------------------- | -------------- |
| 7    | Dariusz Daszkiewicz | Déc. 2017-2018 |
| 8    | Mateusz Grabda      | 2018-2019      |

### Joueurs emblématiques

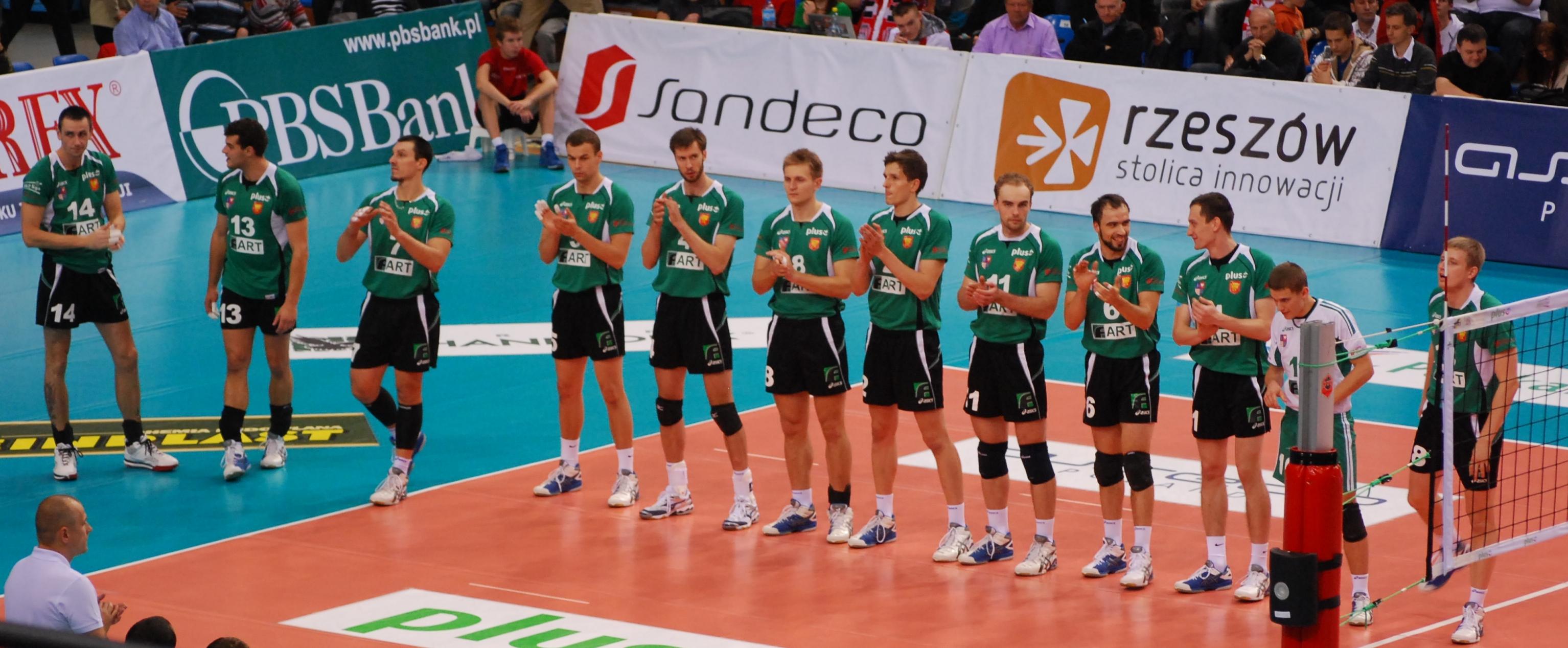
Équipe du Fart Kielce en novembre 2010.

- Xavier Kapfer
- Pierre Pujol
- Ludovic Castard
- Bartosz Krzysiek
- Mateusz Przybyła
- Michał Superlak